# Carex impressinervia
Carex impressinervia là một loài thực vật có hoa trong họ Cói. Loài này được Bryson, Kral & Manhart mô tả khoa học đầu tiên năm 1987.